# Жаркамис
Жарками́с (каз. Жарқамыс) — село у складі Байганінського району Актюбінської області Казахстану. Адміністративний центр Жаркамиського сільського округу.
Населення — 1657 осіб (2021; 1852 у 2009, 1929 у 1999, 1764 у 1989).